# Tiberius Claudius Paullinus (Statthalter)

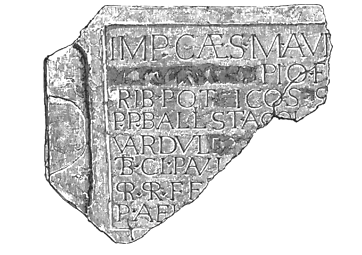
Die Inschrift

Tiberius Claudius Paullinus war ein im 3. Jahrhundert n. Chr. lebender römischer Politiker. In den Inschriften wird sein Name als Tiberius Claudius Paulinus angegeben.
Paullinus war in einem unbestimmten Jahr Suffektkonsul. Durch eine Inschrift, die in Venta Silurum gefunden wurde, ist belegt, dass er Kommandeur (Legatus legionis) der Legio II Augusta und Statthalter (Proconsul) der Provinz Gallia Narbonensis war. Aus einer weiteren Inschrift, die auf 220 datiert wird, geht hervor, dass er Statthalter (Legatus Augusti pro praetore) der Provinz Britannia inferior war. Durch eine dritte Inschrift ist belegt, dass er unter Severus Alexander (222–235) Statthalter der Provinz Gallia Lugdunensis war.
Er war möglicherweise ein Enkel des namensgleichen Tiberius Claudius Paullinus, der 162 als Suffektkonsul belegt ist.